# Rust Roest (windmolen)
De Rust Roest, ook wel de Munnekezijlster Molen, genoemd is een korenmolen in Munnekezijl in de Nederlandse provincie Friesland.
De molen werd in 1856 als koren- en pelmolen gebouwd. Het pelwerk is reeds lang verdwenen, maar diverse details van het pelwerk zijn nog in de molen te herkennen. De molen ontkwam enkele keren aan sloop en is in 1970/'71 en 1999 geheel gerestaureerd. De huidige eigenaar is Stichting Erfgoed Kollumerland en Nieuwkruisland.
De molen bezit twee koppels maalstenen, één op de steenzolder van de molen die met windkracht kan worden aangedreven en een exemplaar op de begane grond die door middel van een dieselmotor in bedrijf kan worden gesteld. De dieselmotor staat in een fraai schuurtje dat tegen de oostkant van de molen is aangebouwd. Het wiekenkruis heeft roeden met een lengte van ruim 19 meter die zijn voorzien van het fokwieksysteem met remkleppen en zeilen. Een vrijwillige molenaar stelt de molen regelmatig in bedrijf.